# ماچئی پیسارک
ماچئی پیسارک (لهستانی: Maciej Pisarek؛ زادهٔ ۱۹۶۶ میلادی) یک کارگردان فیلم اهل لهستان است.
وی دانش‌آموختهٔ مدرسه ملی فیلم ووچ و دانشگاه یاگیلونیا است.
او در فیلم «دفاع از یاسنا گورا» با دانیل اولبریخسکی همکاری داشت.